# (24815) 1994 VQ6
(24815) 1994 VQ6 là một tiểu hành tinh nằm ở rìa trong của vành đai chính. Nó được phát hiện bởi Seiji Ueda và Hiroshi Kaneda ở Kushiro, Hokkaidō, Nhật Bản, ngày 7 tháng 11 năm 1994.